# Colladonus
Colladonus — рід цикадок із ряду клопів.

## Опис
Цикадки розміром 4—5 мм. Стрункі, з тупокутно-закругленою головою, що виступає вперед. Перехід обличчя в тім'я закруглений.
У Палеарктиці відомий один вид — Colladonus torneellus.